# Vidin (oblast)
Vidin (Bulgaars: Област Видин) is een oblast in het uiterste noordwesten van Bulgarije. De hoofdstad is het gelijknamige Vidin. Op 31 december 2019 telde de oblast Vidin 82.835 inwoners, waarmee het de kleinste van de 28 oblasten is.

## Bevolking
Op 31 december 2019 telde de oblast Vidin 82.835 inwoners, waarvan 53.774 in steden en 29.061 in dorpen op het platteland. In de volkstelling van 1946 bereikte het inwonersaantal van oblast Vidin een hoogtepunt. Sindsdien is het inwonersaantal drastisch afgenomen, vooral op het dunbevolkte platteland. De bevolkingskrimp is het gevolg van een negatief geboorteoverschot in combinatie met hoge emigratiecijfers. Volgens de meest extreme bevolkingsprognoses zal de bevolking van Vidin tot 28.000 personen in 2070 afnemen.
| gemeente Vidin         | 55.071  | 56.078  | 60.298  | 67.218  | 82.484  | 87.002  | 85.974  | 77.480  | 63.257  | 52.554 |
| gemeente Dimovo        | 23.011  | 23.402  | 21.962  | 18.500  | 14.925  | 12.136  | 10.644  | 8.783   | 6.514   | 5.490  |
| gemeente Belogradtsjik | 14.632  | 14.513  | 13.650  | 12.862  | 12.255  | 11.072  | 9.921   | 8.217   | 6.602   | 5.423  |
| gemeente Bregovo       | 16.313  | 15.767  | 14.603  | 13.184  | 12.144  | 10.269  | 9.181   | 7 515   | 5.514   | 4.315  |
| gemeente Koela         | 17.833  | 18.176  | 17.776  | 14.732  | 12.266  | 10.116  | 8.676   | 6.792   | 4.717   | 3.538  |
| gemeente Roezjintsi    | 13.649  | 14.623  | 14.131  | 11.785  | 9.722   | 7.755   | 7.138   | 6.061   | 4.374   | 3.501  |
| gemeente Novo Selo     | 10.406  | 10.289  | 9.018   | 8.396   | 7.187   | 5.784   | 5.227   | 4.206   | 2.979   | 2.423  |
| gemeente Gramada       | 10.814  | 11.096  | 10.502  | 8.199   | 6.100   | 4.818   | 4.126   | 3.196   | 2.007   | 1.783  |
| gemeente Tsjoeprene    | 9.487   | 9.450   | 8.366   | 6.918   | 5.612   | 4.455   | 3.795   | 3.004   | 2.083   | 1.681  |
| gemeente Makresj       | 10.534  | 10.664  | 9.414   | 7.531   | 5.876   | 4.356   | 3.624   | 2.550   | 1.630   | 1.258  |
| gemeente Bojnitsa      | 10.037  | 9.949   | 8.805   | 7.297   | 5.466   | 4.121   | 3.330   | 2.270   | 1.341   | 869    |
| oblast Vidin           | 191.787 | 194.007 | 188.525 | 176.617 | 174.037 | 162.084 | 151.636 | 130.074 | 101.018 | 82.835 |

#### Demografische situatie
De demografische situatie van oblast Vidin is uiterst ongunstig. Zo werden er in het jaar 2019 slechts 548 kinderen geboren, terwijl het aantal sterftegevallen, met 1.922 overledenen, bijna vier keer zo hoog was. De natuurlijke bevolkingsgroei was negatief en bedroeg -1.374 personen. De situatie is vooral catastrofaal in plattelandsgebieden: er sterven gemiddeld zes keer meer mensen dan dat er geboren worden (zie: onderstaand tabel). In de gemeente Bojnitsa was het sterftecijfer (51,8‰) ruim elf keer hoger dan het geboortecijfer (4,6‰). Een soortgelijke situatie doet zich voor in de gemeente Makresj: het sterftecijfer (39,7‰) was ruim 12 keer hoger dan het geboortecijfer (3,2‰). De bevolkingskrimp wordt bovendien verergerd door een massale uittocht van jongvolwassenen. In 2016 vestigden 1486 mensen zich in de oblast, terwijl 2329 mensen de oblast verlieten. Het migratiesaldo is negatief en bedraagt −843 mensen.
| Stedelijke nederzettingen | Stedelijke nederzettingen | 53.774 | 352 | 837  | -485  | 6,5  | 15,4 | -8,9  |
| Plattelandsgebieden       | Plattelandsgebieden       | 29.061 | 196 | 1085 | -889  | 6,7  | 36,6 | -30,1 |
| gemeente Belogradtsjik    | gemeente Belogradtsjik    | 5.423  | 40  | 132  | -92   | 7,4  | 24,3 | -17,0 |
| gemeente Bojnitsa         | gemeente Bojnitsa         | 869    | 4   | 45   | -41   | 4,6  | 51,8 | -47,2 |
| gemeente Bregovo          | gemeente Bregovo          | 4.315  | 25  | 160  | -135  | 5,8  | 37,1 | -31,3 |
| gemeente Vidin            | gemeente Vidin            | 52.554 | 311 | 953  | -642  | 5,9  | 18,1 | -12,2 |
| gemeente Dimovo           | gemeente Dimovo           | 5.490  | 60  | 167  | -107  | 10,9 | 30,4 | -19,5 |
| gemeente Gramada          | gemeente Gramada          | 1.783  | 9   | 46   | -37   | 5,0  | 25,8 | -20,8 |
| gemeente Koela            | gemeente Koela            | 3.538  | 20  | 112  | -92   | 5,7  | 31,7 | -26,0 |
| gemeente Makresj          | gemeente Makresj          | 1.258  | 4   | 50   | -46   | 3,2  | 39,7 | -36,6 |
| gemeente Novo Selo        | gemeente Novo Selo        | 2.423  | 11  | 100  | -89   | 4,5  | 41,9 | -36,7 |
| gemeente Roezjintsi       | gemeente Roezjintsi       | 3.501  | 38  | 103  | -65   | 10,9 | 29,4 | -18,6 |
| gemeente Tsjoeprene       | gemeente Tsjoeprene       | 1.681  | 26  | 54   | -28   | 15,5 | 32,1 | -16,7 |
| oblast Vidin              | oblast Vidin              | 82.835 | 548 | 1922 | −1374 | 6,5  | 22,9 | −16,4 |

Het vruchtbaarheidscijfer bedroeg in 2019 ongeveer 1,65 kinderen per vrouw. Het vruchtbaarheidscijfer op het platteland (2,16 kinderen) is hoger dan in steden (1,45 kinderen). 

#### Leeftijdsstructuur
De bevolking van oblast Vidin is sterk vergrijsd en ontgroend. Op 31 december 2019 was 29,9% van de bevolking 65 jaar of ouder. Dit percentage is het hoogst in Bulgarije (en een van de hoogste percentages in de Europese Unie). De vergrijzing is vooral voelbaar op het platteland, aangezien de gemiddelde leeftijd in de meeste dorpen al tegen de 70 jaar is aangelopen. In 2016 woonden er 555 baby's in de oblast, terwijl er 614 negentigplussers werden geteld.
| Leeftijdsopbouw in oblast Vidin                                                       | Leeftijdsopbouw in oblast Vidin | Leeftijdsopbouw in oblast Vidin | Leeftijdsopbouw in oblast Vidin | Leeftijdsopbouw in oblast Vidin | Leeftijdsopbouw in oblast Vidin | Leeftijdsopbouw in oblast Vidin | Leeftijdsopbouw in oblast Vidin | Leeftijdsopbouw in oblast Vidin | Leeftijdsopbouw in oblast Vidin | Leeftijdsopbouw in oblast Vidin | Leeftijdsopbouw in oblast Vidin | Leeftijdsopbouw in oblast Vidin | Leeftijdsopbouw in oblast Vidin | Leeftijdsopbouw in oblast Vidin | Leeftijdsopbouw in oblast Vidin | Leeftijdsopbouw in oblast Vidin | Leeftijdsopbouw in oblast Vidin | Leeftijdsopbouw in oblast Vidin |
| ------------------------------------------------------------------------------------- | ------------------------------- | ------------------------------- | ------------------------------- | ------------------------------- | ------------------------------- | ------------------------------- | ------------------------------- | ------------------------------- | ------------------------------- | ------------------------------- | ------------------------------- | ------------------------------- | ------------------------------- | ------------------------------- | ------------------------------- | ------------------------------- | ------------------------------- | ------------------------------- |
| Leeftijdscategorie                                                                    | Totaal                          | 0 – 9                           | 10 - 19                         | 20 - 29                         | 30 - 39                         | 40 - 49                         | 50 - 59                         | 60 - 69                         | 70 - 79                         | 80+                             |                                 |                                 |                                 |                                 |                                 |                                 |                                 |                                 |
| Absolute aantal in 2016                                                               | 88.867                          | 6.703                           | 7.690                           | 7.277                           | 9.691                           | 13.131                          | 11.750                          | 15.234                          | 11.414                          | 5.977                           |                                 |                                 |                                 |                                 |                                 |                                 |                                 |                                 |
| Absolute aantal in 2002                                                               | 125.158                         | 9.564                           | 13.774                          | 13.633                          | 15.292                          | 15.334                          | 19.499                          | 16.364                          | 16.112                          | 5.586                           |                                 |                                 |                                 |                                 |                                 |                                 |                                 |                                 |
| Aandeel van de twee grootste etnische bevolkingsgroepen per leeftijdscategorie (2011) |                                 |                                 |                                 |                                 |                                 |                                 |                                 |                                 |                                 |                                 |                                 |                                 |                                 |                                 |                                 |                                 |                                 |                                 |
| Bulgaren (%)                                                                          | 91,2                            | 74,3                            | 84,0                            | 84,0                            | 90,4                            | 92,0                            | 94,0                            | 96,4                            | 97,9                            | 98,9                            |                                 |                                 |                                 |                                 |                                 |                                 |                                 |                                 |
| Roma/zigeuners (%)                                                                    | 7,7                             | 20,6                            | 15,5                            | 15,2                            | 9,0                             | 7,0                             | 5,0                             | 2,8                             | 1,4                             | 0,4                             |                                 |                                 |                                 |                                 |                                 |                                 |                                 |                                 |

Meer dan een op de vijf kinderen jonger dan 10 jaar zijn van Romani afkomst, terwijl de Roma 7,7% van de totale bevolking vormen.

## Religie

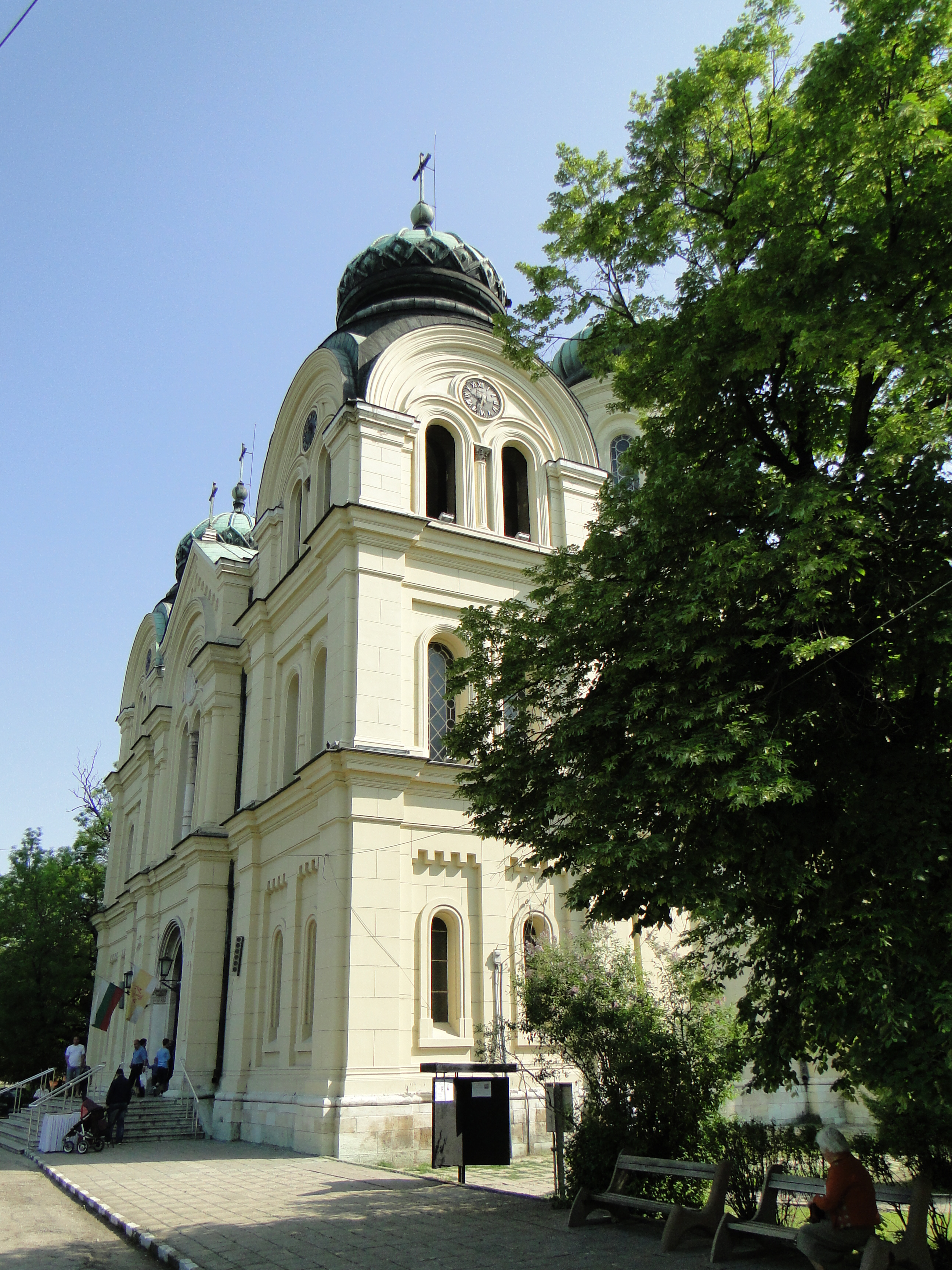
Een kerk in Vidin

Het christendom, en met name de Bulgaars-Orthodoxe Kerk, is de grootste religie in oblast Vidin. Het protestantisme (met name de Pinkstergemeenten) en het katholicisme zijn sterk in opkomst (zie: tabel). In de optionele volkstelling van 2011 gaf ongeveer 17% van de bevolking geen antwoord op de vraag met betrekking tot de geloofsovertuiging. 
|                              | Aantal  | Aantal  | Percentage (%) | Percentage (%) |
| 2001                         | 2011    | 2001    | 2011           |                |
| Totaal                       | 130.074 | 101.018 | 100,00         | 100,00         |
| ---------------------------- | ------- | ------- | -------------- | -------------- |
| Bulgaars-Orthodoxe Kerk      | 125.063 | 70.224  | 96,15          | 69,51          |
| Katholieke Kerk in Bulgarije | 143     | 272     | 0,11           | 0,27           |
| Protestantisme               | 397     | 809     | 0,31           | 0,80           |
| Islam                        | 139     | 74      | 0,11           | 0,07           |
| Overig                       | 602     | 92      | 0,46           | 0,09           |
| Onkerkelijk                  | –       | 6.474   | –              | 6,41           |
| Geen antwoord                | 3.730   | 5.490   | 2,87           | 5,43           |
| Onbekend                     | -       | 17.583  | -              | 17,41          |

## Gemeenten
| - Belogradtsjik - Bojnitsa - Bregovo - Dimovo - Gramada - Koela |  | - Makresj - Novo Selo (Vidin) - Roezjintsi - Tsjoeprene - Vidin |

Blagoevgrad · Boergas · Chaskovo · Dobritsj · Gabrovo · Jambol · Kjoestendil · Kardzjali · Lovetsj · Montana · Pazardzjik · Pernik · Pleven · Plovdiv · Razgrad · Roese · Silistra · Oblast Sofia · Sofia-Hoofdstad · Sjoemen · Sliven · Smoljan · Stara Zagora · Targovisjte · Varna · Veliko Tarnovo · Vidin · Vratsa